# Fàbrica Bertran
La Fàbrica Bertran és un edifici industrial de Reus (Baix Camp) inclòs a l'Inventari del Patrimoni Arquitectònic de Catalunya.

## Descripció
És un edifici d'una sola planta que en el seu origen constava de tres naus, de les que ens n'han arribat les dues que presenten façana al Passeig de Prim. Tenen forma de L amb pati interior, avui obert. Les façanes exteriors destaquen pel parament de pedra engaltada i les portes i finestres amb fals arc, reixes de pletines helicoidals i un emmarcament decoratiu de maó formant un disseny dentat que es repeteix a les cantonades de l'edifici. Unes filades de maó a escala de sòcol, a mitjana alçada de la planta baixa i sota el ràfec arrodoneix la composició. A l'interior trobem murs de maçoneria rústica, sostres de volta catalana o de maó pla i encavallades metàl·liques.

## Història
La Fàbrica Bertran d'olis i sabons, fundada per Francesc Bertran Blanch amb el nom de Fills de F. Bertran, va arribar a ser una de les més importants del país a començaments del segle xx. Durant la Guerra civil va ser col·lectivitzada pels seus treballadors sota la protecció del Comitè Antifeixista de Reus. L'autoria de la fàbrica no està documentada, però és probable que Pere Caselles en fos l'arquitecte, per la forma de combinar la pedra engaltada i el maó, com ja va fer en altres edificis industrials. Les dues naus que encara existeixen es dediquen ara al negoci de la restauració.